# Meurtre à Londres
Pour plus de détails, voir Fiche technique et Distribution.
Meurtre à Londres (London Blackout Murders) est un film américain réalisé par George Sherman, sorti en 1942.

## Fiche technique
- Titre français : Meurtre à Londres[2]
- Titre original : London Blackout Murders
- Réalisation : George Sherman
- Scénario : Curt Siodmak
- Décors : Otto Siegel
- Photographie : Jack A. Marta
- Montage : Charles Craft (en)
- Pays de production: États-Unis
- Format : Noir et blanc - 1,37:1
- Genre : thriller
- Durée : 59 minutes
- Date de sortie : 
  - États-Unis : 1942
  - France : 10 juillet 1946[2]

## Distribution
- John Abbott : Jack Rawlings
- Mary McLeod : Mary Tillet
- Lloyd Corrigan : Inspecteur Harris
- Lester Matthews : Oliver Madison
- Anita Sharp-Bolster : Mme Pringle
- Louis Borel (en) : Peter Dongen
- Billy Bevan : Air Raid Warden
- Lumsden Hare : Supt. Neil
- Frederick Worlock : Eugene Caldwell
- Carl Harbord (en) : George Sandleigh